# Kvartetten gifter sig
Kvartetten gifter sig är en tysk romantisk dramafilm från 1938 i regi av Carl Froelich med manus av Jochen Huth. I huvudrollen ses Ingrid Bergman, som skrivit kontrakt hos UFA för tre filmer. Väl i Tyskland blev hon snabbt medveten om den politiska situationen, och att skulle du bli filmstjärna där, "var du tvungen att gå med i nazistpartiet". Hon återvände kort därefter till Sverige och fullföljde aldrig sina åtaganden hos UFA. Noteras kan att även Zarah Leander kort medverkar i filmen som sångerska. Filmen hade svensk premiär 1939 på biograf Spegeln i Stockholm.

## Handling
Fyra unga kvinnor startar tillsammans en reklambyrå i Berlin med namnet Die vier Gesellen. En av kvinnorna, Marianne uppvaktades av sin lärare på högskolan, som nu är reklamchef på ett cigarettföretag. Hon bestämmer sig för att försöka få en beställning hos företaget.

## Rollista
- Ingrid Bergman - Marianne Kruge
- Sabine Peters - Käthe Winter
- Carsta Löck - Lotte Waag
- Ursula Herking - Franziska
- Hans Söhnker - Stefan Kohlund
- Leo Slezak - Lange
- Erich Ponto - Alfred Hintze